# شرق (شبکه تلویزیونی)
شرق تیوی یه انگلیسی :(Shargh Tv)(پشتو: شرق) یک کانال تلویزیونی خصوصی به زبان پشتو در افغانستان است که در جلال‌آباد افغانستان مستقر است و متعلق به شبکه شاخه و بنیانگذار آن شفیق الله شایق است.